# Knotodo eneabba
Espèce
Knotodo eneabba est une espèce d'araignées aranéomorphes de la famille des Miturgidae.

## Distribution
Cette espèce est endémique d'Australie. Elle se rencontre en Australie-Occidentale et en Australie-Méridionale.

## Description
Le mâle holotype mesure 8,1 mm.

## Systématique et taxinomie
Cette espèce a été décrite par Raven en 2023.

## Étymologie
Son nom d'espèce lui a été donné en référence au lieu de sa découverte, Eneabba.

## Publication originale
- Raven, Hebron & Williams, 2023 : « Revisions of Australian ground-hunting spiders VI: five new stripe-less miturgid genera and 48 new species (Miturgidae: Miturginae). » Zootaxa, no 5358(1), p. 1-117.